# Stückzinstopf
Ein Stückzinstopf (auch Verlustverrechnungstopf oder ähnlich) ist in der Bundesrepublik Deutschland der Saldo der erhaltenen und gezahlten Stückzinsen, den eine Bank im Kalenderjahr für das Wertpapierdepot eines Kunden gebucht hat. Es handelt sich um das Ergebnis einer Nebenrechnung der Bank. Der Stückzinstopf dient der korrekten Ermittlung der Höhe der nach § 43 EStG abzuführenden Kapitalertragsteuer (KESt) durch die Bank.
Die Führung von Stückzinstöpfen ist erforderlich geworden im Zuge der Einführung der Abgeltungssteuer zum 1. Januar 2009. Zu Einzelfragen des Topfmodells hat das Bundesministerium der Finanzen Hinweise gegeben, woran sich die Banken praktisch orientieren können.

## Steuerpflichtigkeit der Stückzinsen
Für den Verkäufer eines verzinsten Wertpapiers oder Investmentfonds sind die erhaltenen Stückzinsen Einkünfte aus Kapitalvermögen im Sinne des § 20 Abs. 2 Nr. 7 EStG (bis 2008: § 20 Abs. 2 Satz 1 Nr. 3 EStG).
Diese Einnahmen unterliegen der Kapitalertragsteuer. Falls kein Freistellungsauftrag besteht, zieht die Bank die KESt als sog. Abgeltungsteuer ab. Die Stückzinsen sind in dem Jahr zu versteuern, in dem sie gutgeschrieben werden.
Für den Käufer gelten die gezahlten Stückzinsen nach § 43a Abs. 3 S. 2 EStG steuerrechtlich als negative Einkünfte. Damit diese negativen Einkünfte nicht unter den Tisch fallen, gibt es den Stückzinstopf.

## Inhalte des Stückzinstopfes
Der Stückzinstopf wird beim Kauf von verzinslichen Wertpapieren und Investmentfonds mit folgenden Beträgen "aufgefüllt":
- Stückzinsen auf Anleihen mit laufender Verzinsung und
- Zwischengewinne  bei Investmentfonds

Erhält bzw. realisiert der Kunde im gleichen Kalenderjahr
- Zinseinnahmen aus verzinslichen Wertpapieren oder Dividenden (nicht Kursgewinne!) aus Aktien
- vereinnahmte Zwischengewinne bei der Rückgabe von Investmentanteilen
- Stückzinsen beim Verkauf von festverzinslichen Wertpapieren
- Kursgewinne aus Wertpapieren (jedoch nicht Aktien)

so wird der Stückzinstopf um diese Beträge reduziert, die Kapitalerträge steuerfrei ausgezahlt, bis der Stückzinstopf auf "null" steht. Darüber hinausgehende Kapitalerträge unterliegen der Abgeltungssteuer (sofern ein evtl. Freistellungsvolumen auch schon aufgebraucht ist).
Wenn am Ende des Kalenderjahres ein Restbetrag im Stückzinstopf besteht, ist dem Kunden die Verrechnung mit anderen Kapitalerträgen im Rahmen der Einkommensteuer-Erklärung möglich, jedoch nicht mit Einkünften aus anderen Einkunftsarten (§ 20 Abs. 6 Satz 2 EStG). Damit sind insbesondere Kapitalerträge bei anderen Banken oder des Ehepartners gemeint.
Ein verbleibender Verlust wird vom Kreditinstitut entweder auf das nächste Jahr vorgetragen oder, auf Antrag des Kunden bis zum 15. Dezember eines Jahres, bescheinigt und kann mit Kapitaleinkünften des laufenden Jahres bei anderen Banken oder mit Kapitaleinkünften der Folgejahre im Wege der Veranlagung verrechnet werden (§ 43a Abs. 3, S. 2 ff. EStG).